# Amphitheater des Statilius Taurus
Das Amphitheater des Statilius Taurus (lateinisch Amphitheatrum Statilii Tauri) war ein Amphitheater in der Stadt Rom, das im Jahr 29 v. Chr. errichtet wurde.
Titus Statilius Taurus, ein römischer General des Augustus und 34 v. Chr. einer der letzten, die – ohne Mitglied des Kaiserhauses zu sein – einen Triumph feiern durften, ließ das Amphitheater 29 v. Chr., als Augustus zum vierten Mal Konsul war, auf eigene Kosten errichten. Es handelte sich um das erste in Stein ausgeführte Amphitheater Roms, die bis dahin immer, aber bisweilen auch später noch wie das Amphitheatrum Neronis aus Holz gebaut wurden. Für den Verdienst, diesen Steinbau gestiftet zu haben, erteilte das römische Volk dem Statilius Taurus das Recht, jedes Jahr einen der zu ernennenden Prätoren zu bestimmen. Der aus der 34 v. Chr. in Afrika gemachten Kriegsbeute finanzierte Bau stand auf dem Marsfeld und wurde im Brand des Jahres 64 zerstört. Die genauere Lokalisierung dieses aufgrund von Inschriften als Privatbau anzusprechenden Amphitheaters innerhalb des großen Areals des Marsfeldes ist umstritten.
Da Strabon das Amphitheater in Zusammenhang mit drei benachbarten Theatern nennt, die allesamt auf einem eigenen Areal innerhalb des Campus Martius lagen, geht die Mehrheit der Forscher davon aus, dass sich das Amphitheater in der Nähe des Circus Flaminius befand. In den drei Theatern möchte man jene des Pompeius, des Balbus und des Marcellus erkennen, die nahe dem Circus Flaminius lagen, zudem dokumentierte Giovanni Battista Piranesi im Jahr 1762 Reste eines Zuschauerrundes unterhalb des Palazzo Cenci, also gleichfalls in der Nähe des Zirkus.
Lawrence Richardson Jr. hingegen vermutet die Lage östlich der Via Lata am südlichen Ende der Piazza SS. Apostoli, da er das Amphitheater erst in der zweiten Welle des Brandes untergegangen sieht und diese ihren Ausgang von dem Aemiliana genannten Vorort Roms nahe dem Tiber nahm. Allerdings ist erstens die Lage der Aemiliana selbst unklar, zweitens gab es eventuell verschiedene Viertel des Namens.